# FA Cup 1900-1901

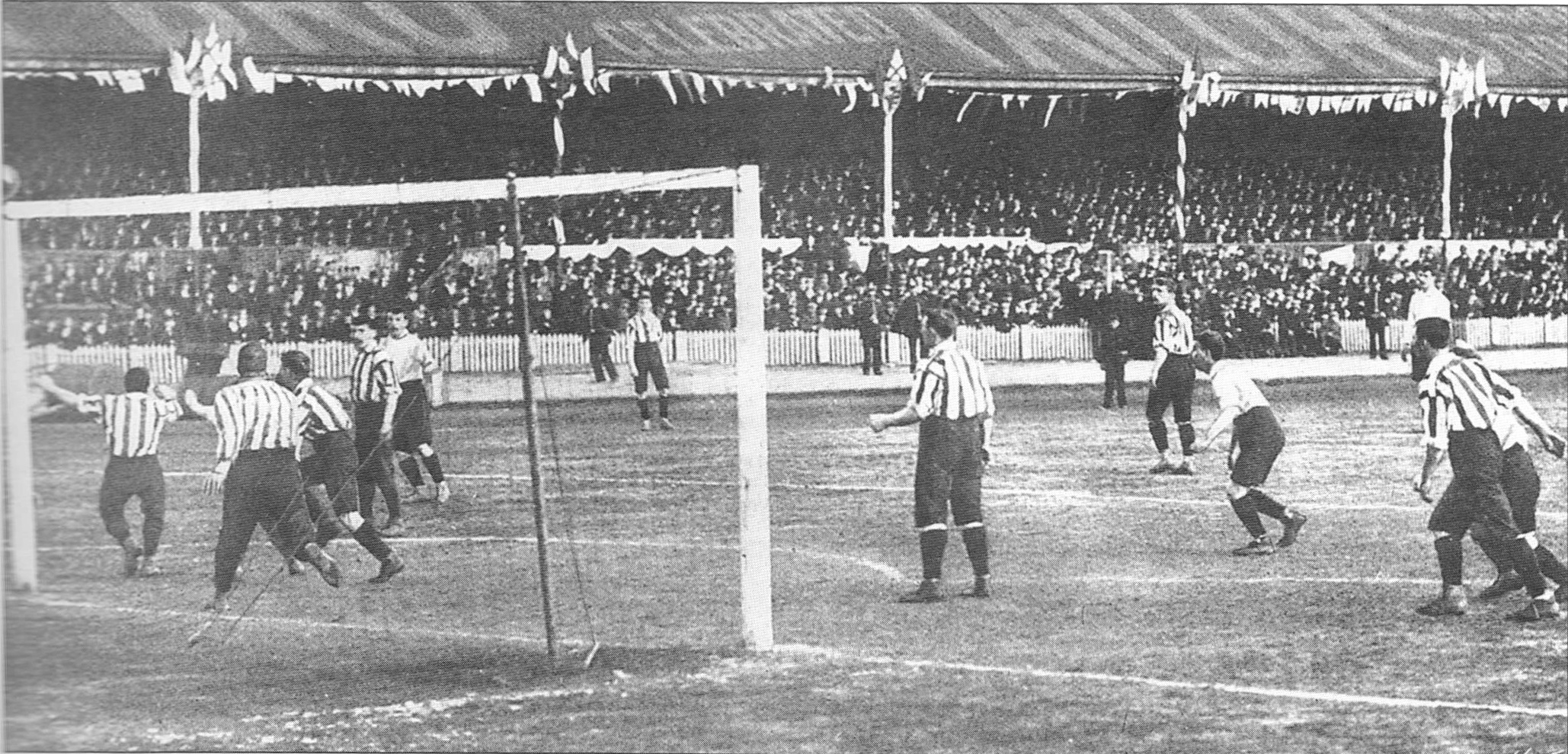
Sandy Brown (buiten beeld) staat op het punt de derde goal voor Tottenham in te koppen in de finale van de FA Cup in 1901

De FA Cup 1900-1901 was de 30ste editie van de oudste bekercompetitie van de wereld, Engelse FA Cup. Deze bekercompetitie is een toernooi voor voetbalclubs. De FA Cup werd gewonnen door Tottenham Hotspur.

## Kalender
| Ronde                    | Data                       |
| ------------------------ | -------------------------- |
| Voorronde                | Zaterdag 22 september 1900 |
| Eerste kwalificatieronde | Zaterdag 6 oktober 1900    |
| Tweede kwalificatieronde | Zaterdag 20 oktober 1900   |
| Derde kwalificatieronde  | Zaterdag 3 november 1900   |
| Vierde kwalificatieronde | Zaterdag 17 november 1900  |
| Vijfde kwalificatieronde | Zaterdag 8 december 1900   |
| Extra ronde              | Zaterdag 5 januari 1901    |
| Eerste ronde             | Zaterdag 9 februari 1901   |
| Tweede ronde             | Zaterdag 23 februari 1901  |
| Derde ronde              | Zaterdag 23 maart 1901     |
| Halve finale             | Zaterdag 6 april 1901      |
| Finale                   | Zaterdag 20 april 1901     |

## Extra ronde
| #      | Thuis             | Uitslag | Bezoekers          | Datum           |
| ------ | ----------------- | ------- | ------------------ | --------------- |
| 1      | Chesterfield      | 3–0     | Walsall            | 5 januari 1901  |
| 2      | Darwen            | 0–2     | Woolwich Arsenal   | 5 januari 1901  |
| 3      | Kettering         | 1–0     | Crewe Alexandra    | 5 januari 1901  |
| 4      | Stoke             | 1–0     | Glossop            | 5 januari 1901  |
| 5      | Reading           | 1–1     | Bristol City       | 5 januari 1901  |
| Replay | Bristol City      | 0–0     | Reading            | 9 januari 1901  |
| Replay | Reading           | 2–1     | Bristol City       | 14 januari 1901 |
| 6      | Grimsby Town      | 0–1     | Middlesbrough      | 5 januari 1901  |
| 7      | Burslem Port Vale | 1–3     | New Brighton Tower | 5 januari 1901  |
| 8      | Luton Town        | 1–2     | Bristol Rovers     | 5 januari 1901  |
| 9      | Newton Heath      | 3–0     | Portsmouth         | 5 januari 1901  |
| 10     | West Ham United   | 0–1     | Liverpool          | 5 januari 1901  |

## Eerste ronde
| #      | Thuis                   | Uitslag | Bezoekers          | Datum            |
| ------ | ----------------------- | ------- | ------------------ | ---------------- |
| 1      | Kettering               | 1–1     | Chesterfield       | 9 februari 1901  |
| Replay | Chesterfield            | 1–2     | Kettering          | 13 februari 1901 |
| 2      | Southampton             | 1–3     | Everton            | 9 februari 1901  |
| 3      | Stoke                   | 1–1     | Small Heath        | 9 februari 1901  |
| Replay | Small Heath             | 2–1     | Stoke              | 13 februari 1901 |
| 4      | Reading                 | 2–0     | Bristol Rovers     | 9 februari 1901  |
| 5      | Notts County            | 2–0     | Liverpool          | 9 februari 1901  |
| 6      | Nottingham Forest       | 5–1     | Leicester Fosse    | 9 februari 1901  |
| 7      | Aston Villa             | 5–0     | Millwall Athletic  | 9 februari 1901  |
| 8      | Sheffield Wednesday     | 0–1     | Bury               | 9 februari 1901  |
| 9      | Bolton Wanderers        | 1–0     | Derby County       | 9 februari 1901  |
| 10     | Wolverhampton Wanderers | 5–1     | New Brighton Tower | 9 februari 1901  |
| 11     | Middlesbrough           | 3–1     | Newcastle United   | 9 februari 1901  |
| 12     | West Bromwich Albion    | 1–0     | Manchester City    | 9 februari 1901  |
| 13     | Sunderland              | 1–2     | Sheffield United   | 9 februari 1901  |
| 14     | Newton Heath            | 0–0     | Burnley            | 9 februari 1901  |
| Replay | Burnley                 | 7–1     | Newton Heath       | 13 februari 1901 |
| 15     | Woolwich Arsenal        | 2–0     | Blackburn Rovers   | 9 februari 1901  |
| 16     | Tottenham Hotspur       | 1–1     | Preston North End  | 9 februari 1901  |
| Replay | Preston North End       | 2–4     | Tottenham Hotspur  | 13 februari 1901 |

## Tweede ronde
| #      | Thuis             | Uitslag | Bezoekers               | Datum            |
| ------ | ----------------- | ------- | ----------------------- | ---------------- |
| 1      | Notts County      | 2–3     | Wolverhampton Wanderers | 23 februari 1901 |
| 2      | Aston Villa       | 0–0     | Nottingham Forest       | 23 februari 1901 |
| Replay | Nottingham Forest | 1–3     | Aston Villa             | 27 februari 1901 |
| 3      | Bolton Wanderers  | 0–1     | Reading                 | 23 februari 1901 |
| 4      | Middlesbrough     | 5–0     | Kettering               | 23 februari 1901 |
| 5      | Small Heath       | 1–0     | Burnley                 | 23 februari 1901 |
| 6      | Sheffield United  | 2–0     | Everton                 | 23 februari 1901 |
| 7      | Woolwich Arsenal  | 0–1     | West Bromwich Albion    | 23 februari 1901 |
| 8      | Tottenham Hotspur | 2–1     | Bury                    | 23 februari 1901 |

## Derde ronde
| #      | Thuis                   | Uitslag | Bezoekers            | Datum         |
| ------ | ----------------------- | ------- | -------------------- | ------------- |
| 1      | Reading                 | 1–1     | Tottenham Hotspur    | 23 maart 1901 |
| Replay | Tottenham Hotspur       | 3–0     | Reading              | 27 maart 1901 |
| 2      | Wolverhampton Wanderers | 0–4     | Sheffield United     | 23 maart 1901 |
| 3      | Middlesbrough           | 0–1     | West Bromwich Albion | 23 maart 1901 |
| 4      | Small Heath             | 0–0     | Aston Villa          | 23 maart 1901 |
| Replay | Aston Villa             | 1–0     | Small Heath          | 27 maart 1901 |

## Halve finale
|                    |                  |     |             |                         |
| 6 april 1901 15:00 | Sheffield United | 2–2 | Aston Villa | City Ground, Nottingham |
| 6 april 1901 15:00 |                  |     |             | City Ground, Nottingham |

Replay
|                     |                  |     |             |                        |
| 11 april 1901 15:00 | Sheffield United | 3–0 | Aston Villa | Baseball Ground, Derby |
| 11 april 1901 15:00 |                  |     |             | Baseball Ground, Derby |

|                    |                   |     |                      |                        |
| 8 april 1901 15:00 | Tottenham Hotspur | 4–0 | West Bromwich Albion | Villa Park, Birmingham |
| 8 april 1901 15:00 |                   |     |                      | Villa Park, Birmingham |

## Finale
|                         |                   |       |                        |                                                                           |
| 20 april 1901 15:00 GMT | Tottenham Hotspur | 2 – 2 | Sheffield United       | Crystal Palace, Londen Toeschouwers: 114.815 Scheidsrechter: A. Kingscott |
| 20 april 1901 15:00 GMT | Brown 23' 51'     | [ 2 ] | Priest 10' Bennett 52' | Crystal Palace, Londen Toeschouwers: 114.815 Scheidsrechter: A. Kingscott |

### Replay
|                         |                                 |       |                  |                                                                        |
| 27 april 1901 15:00 GMT | Tottenham Hotspur               | 3 – 1 | Sheffield United | Burnden Park, Bolton Toeschouwers: 20.470 Scheidsrechter: A. Kingscott |
| 27 april 1901 15:00 GMT | Cameron 52' Smith 76' Brown 87' | [ 2 ] | Priest 40'       | Burnden Park, Bolton Toeschouwers: 20.470 Scheidsrechter: A. Kingscott |